# Seiko Matsuda 1980-1995
『Seiko Matsuda 1980-1995』（セイコ・マツダ1980-1995）は、松田聖子の通販ボックス・セット。1997年4月1日発売。発売元はSony Music Direct。ソニー・ミュージックショップや一部通販サイト、大型CDショップ店のみで取扱われた販路限定商品。

## 解説
Sony Records所属第1期1980年から1995年までにスタジオレコーディングされた全音源から選曲されたCD-BOX。歌手デビュー曲「裸足の季節」（1980年4月1日）から「素敵にOnce Again」（1995年4月21日）まで、日本国内で正規リリースされたシングルA面曲がすべて収録されている（「松田聖子」「Seiko」名義のもの。「Matsuyakko」は企画盤のため未収録）。ほか、人気のアルバム楽曲も多く収録されている。
ヴォーカル入りの全10ディスク（各15曲・全150曲）に、カラオケ・ディスクを含む全11枚がBOXに収納されている。CDケースはそれぞれ単独のプラスティック・ケース入。A4サイズの別冊歌詞本にはシングル・ジャケットを掲載したディスコグラフィ付。
なお、本ボックスの発売日は歌手デビューした4月1日であった。

## 収録曲
| CD      | 1980年 - 1981年 | 1980年 - 1981年 |
| Disc.1  | 01. 裸足の季節 02. 青い珊瑚礁 03. SQUALL 04. トロピカル・ヒーロー 05. ブルー・エンジェル 06. 風は秋色 07. Eighteen 08. 白い恋人 09. North Wind 10. 花時計咲いた 11. Only My Love 12. チェリーブラッサム 13. 夏の扉 14. Sailing 15. Je t'aime | シングルA面曲 SQUALL (松田聖子のアルバム) SQUALL シングルA面曲（両A面） シングルA面曲（両A面） North Wind シングルA面曲 Silhouette                                                         |
| CD      | 1981年 - 1982年 | 1981年 - 1982年 |
| Disc.2  | 01. 白いパラソル 02. 花一色～野菊のささやき 03. 風立ちぬ 04. 冬の妖精 05. 一千一秒物語 06. いちご畑でつかまえて 07. 赤いスイートピー 08. 制服 09. 渚のバルコニー 10. レモネードの夏 11. P・R・E・S・E・N・T 12. パイナップル・アイランド 13. ひまわりの丘 14. ピンクのスクーター 15. LOVE SONG | シングルA面曲 「白いパラソル」B面曲 シングルA面曲 風立ちぬ シングルA面曲 「赤いスイートピー」B面曲 シングルA面曲 「渚のバルコニー」B面曲 Pineapple                                         |
| CD      | 1982年 - 1983年 | 1982年 - 1983年 |
| Disc.3  | 01. 小麦色のマーメイド 02. マドラス・チェックの恋人 03. 野ばらのエチュード 04. 愛されたいの 05. 星空のドライブ 06. 未来の花嫁 07. ブルージュの鐘 08. 真冬の恋人たち 09. 秘密の花園 10. レンガの小径 11. 天国のキッス 12. わがままな片想い 13. マイアミ午前5時 14. セイシェルの夕陽 15. 赤い靴のバレリーナ | シングルA面曲 「小麦色のマーメイド」B面曲 シングルA面曲 「野ばらのエチュード」B面曲 Candy シングルA面曲 「秘密の花園」B面曲 シングルA面曲 「天国のキッス」B面曲 ユートピア                 |
| CD      | 1983年 - 1984年 | 1983年 - 1984年 |
| Disc.4  | 01. ガラスの林檎 02. SWEET MEMORIES 03. 瞳はダイアモンド 04. 蒼いフォトグラフ 05. Canary 06. LET’S BOYHUNT 07. BITTER SWEET LOLLIPOPS 08. Rock'n Rouge 09. ボン・ボヤージュ 10. 時間の国のアリス 11. 夏服のイヴ 12. 真っ赤なロードスター 13. いそしぎの島 14. 密林少女 15. Sleeping Beauty | シングルA面曲（両A面） シングルA面曲（両A面） Canary シングルA面曲 「Rock'n Rouge」B面曲 シングルA面曲 「時間の国のアリス」B面曲 Tinker Bell                                               |
| CD      | 1982年 - 1984年 | 1982年 - 1984年 |
| Disc.5  | 01. ピンクのモーツァルト 02. 硝子のプリズム 03. ハートのイアリング 04. 恋人がサンタクロース 05. Blue Christmas 06. ジングルベルも聞こえない 07. 星のファンタジー 08. HAPPY SUNDAY 09. 野の花にそよ風 ～サブテーマ「雲」 10. プルメリアの花 11. マンハッタンでブレックファスト 12. 薔薇とピストル 13. 今夜はソフィストケート 14. MAUI 15. Star | シングルA面曲 「ピンクのモーツァルト」B面曲 シングルA面曲 金色のリボン Seiko・Avenue Windy Shadow                                                                                          |
| CD      | 1985年 - 1987年 | 1985年 - 1987年 |
| Disc.6  | 01. 天使のウィンク 02. 七色のパドル 03. ボーイの季節 04. Caribbean Wind 05. す・ず・し・い・あ・な・た 06. 夏の幻影 07. 螢の草原 08. マリオネットの涙 09. 雨のコニー・アイランド 10. 瑠璃色の地球 11. Strawberry Time 12. Kimono Beat 13. シェルブールは霧雨 14. 雛菊の地平線 15. LOVE | シングルA面曲 「天使のウィンク」B面曲 シングルA面曲 「ボーイの季節」B面曲 The 9th Wave SUPREME シングルA面曲 Strawberry Time                                                               |
| CD      | 1987年 - 1989年 | 1987年 - 1989年 |
| Disc.7  | 01. Pearl-White Eve 02. 凍った息 03. 雪のファンタジー 04. Marrakech～マラケッシュ～ 05. No.1 06. 抱いて… 07. 続・赤いスイートピー 08. 旅立ちはフリージア 09. Angel Tears 10. Precious Heart 11. 恋の魔法でCatch Your Heart 12. Chase My Dreams 13. Forever Love 14. あなたにありがとう 15. 二人だけのChristmas | シングルA面曲 「Pearl-White Eve」B面曲 SNOW GARDEN シングルA面曲 「Marrakech」B面曲 Citron シングルA面曲 「旅立ちはフリージア」B面曲 シングルA面曲 「Precious Heart」B面曲 Precious Moment |
| CD      | 1990年 - 1992年 | 1990年 - 1992年 |
| Disc.8  | 01. Kiss Me Please 02. We Are Love 03. たそがれにSay Good-bye 04. 本気にS・O・R・R・Y 05. 浮気なMy Boy 06. レモンティーとチョコレートパフェ 07. Morning Beach 08. きっと、また逢える… 09. Matins～朝の祈り 10. 1992ヌーベルヴァーグ 11. 永遠の島 12. Baby Baby 13. Shinin' Shinin' 14. あなたのすべてになりたい 15. 涙が乾く瞬間 | 「We Are Love」B面曲 シングルA面曲 We Are Love シングルA面曲 「きっと、また逢える…」B面曲 1992 Nouvelle Vague シングルA面曲（両A面） シングルA面曲（両A面） Sweet Memories'93              |
| CD      | 1993年 - 1995年 | 1993年 - 1995年 |
| Disc.9  | 01. 大切なあなた 02. A Touch of Destiny 03. Dear Mom & Dad 04. 海辺のカフェテラス 05. You're My World～微笑みにかえて 06. 外は白い雪 07. Time for Love 08. もう一度、初めから 09. わたしにできるすべてのこと 10. 輝いた季節へ旅立とう 11. It's Style 12. 素敵にOnce Again 13. 想い出の“渚のバルコニー” 14. あなたを、愛したこと 15. Why | シングルA面曲 DIAMOND EXPRESSION A Time for Love シングルA面曲 Glorious Revolution シングルA面曲 「輝いた季節へ旅立とう」B面曲 シングルA面曲 「素敵にOnce Again」B面曲 It's Style'95       |
| CD      | English Disc | English Disc |
| Disc.10 | 01. DANCING SHOES 02. TOUCH ME 03. SUPERNATURAL 04. CRAZY ME, CRAZY FOR YOU 05. SOUND OF MY HEART 06. TRY GETTIN’ OVER YOU 07. ALL THE WAY TO HEAVEN 08. THE RIGHT COMBINATION 09. WHO’S THAT BOY 10. LOVER’S PARADISE 11. Hold On 12. Crazy For You 13. Listen!!（English Version） 14. Paradise（English Version） 15. SWEET MEMORIES（English New Version） | シングルA面曲 SOUND OF MY HEART 「DANCING SHOES」B面曲 SOUND OF MY HEART Seiko シングルA面曲 「THE RIGHT COMBINATION」B面曲 Eternal Bible Sweet Memories'93 「A Touch of Destiny」B面曲    |
| CD      | Karaoke Disc | Karaoke Disc |
| Disc.11 | 01. 青い珊瑚礁 02. 風は秋色 03. 夏の扉 04. 白いパラソル 05. 風立ちぬ 06. 赤いスイートピー 07. 渚のバルコニー 08. 秘密の花園 09. 天国のキッス 10. ガラスの林檎 11. SWEET MEMORIES 12. 瞳はダイアモンド 13. 時間の国のアリス 14. ピンクのモーツァルト 15. ハートのイアリング 16. 天使のウィンク 17. 旅立ちはフリージア 18. 聖子のウィンクメドレー ・風立ちぬ ・青い珊瑚礁 ・赤いスイートピー ・白いパラソル ・天使のウィンク ・制服 ・Pearl-White Eve ・旅立ちはフリージア ・抱いて… ・SWEET MEMORIES | カラオケ |

## 関連作品
- Seiko Box
- SEIKO SUITE
- Seiko Matsuda